# Барайта сорока девяти правил
«Барайта сорока девяти правил» (ותשעמדותּ נרײתא דארנעים; обычно пишут — דמ״ט מדות) — утерянный трактат раввинской литературы.

## Название
Раши, тосафисты, Авраам ибн Эзра, Ялкут и р. Ашер бен Иехиель упоминают произведение под таким названием и приводят из него цитаты. Ялкут называет это произведение мидрашем; Раши именует его Мишной; Ибн-Эзра называет автором рабби Натана.

## Содержание
Цунц, опираясь на многие места Талмуда, доказал, что таннай р. Натан как в галахе (законодательство), так и в агаде (мораль) обыкновенно группировал предметы по числам и располагал соответственно этому свои сентенции. На основании этого Цунц высказал мысль, что «утерянное произведение рабби Натана содержало значительную часть его Мишны и было разделено на 49 рубрик; в каждой из последних, начинавшейся словом „middah“, собраны были галахические, агадические и вообще научные предметы, которые по своему числу соответствовали числу рубрики».
Из немногих сохранившихся отрывков «Барайты» можно с достоверностью сделать только следующий вывод: «Барайта содержала в себе как агадические, так и галахические поучения, в особенности такие части галахи, которые связаны с определённой мерой, напр. измерением Скинии и утвари».

## «Мишнат ха-миддот»
Штейншнейдер во введении публикации найденной им книги «Мишнат ха-Миддот» (Берлин, 1864) утверждает, что изданное им математическое произведение и есть «Барайта 49 правил». Если бы это было верно, то барайта оказалась бы произведением IX или, самое раннее, VIII века, и местом её возникновения была бы Вавилония, ибо, хотя научная терминология этого древнейшего математического произведения евреев показывает, что оно возникло в эпоху, предшествовавшую влиянию арабов на еврейскую науку, все же такие выражения, как חץ, арабское סהם («стрела») для обозначения sinus versus, или משיחה (арабское מסאתה) для обозначения площади показывают, что данное произведение было написано не ранее того времени, когда евреи пришли в соприкосновение с арабами. Но предположение Штейншнейдера едва ли правильно. «Мишнат ха-Миддот» ничего общего не имеет с «Барайтой 49 правил», цитируемой средневековыми учеными, так как выписки не оставляют сомнения, что даже в математических частях «Барайта» основывалась на Библии, «Мишнат ха-миддот» же представляет чисто светское произведение.